# 1.6.2
1.6.2 è un album discografico in studio del cantautore italiano Garbo, pubblicato nel 1990.

## Tracce
(CD, Kindergarten Records, 506 015-2)
Musiche di Garbo.
1. Domani – 3:17
2. Ti ricordi amore – 3:00
3. Ho – 3:14
4. La/la/la – 3:14
5. Solo quando piove – 3:25
6. Foglia di settembre – 1:22
7. It Takes Two To Tango – 4:28
8. Senza ritorno – 3:53
9. Cosa rimane – 4:42
10. Non basta mai – 4:44

Durata totale: 35:19